# Сульфованадіати
Сульфованадіати (рос. сульфованадиаты, англ. sulphovanadiates, нім. Vanadiatspiessglanze m pl, Sulphvanadate n pl) — мінерали класу сульфосолей — сполуки металів з радикалом [VS4]3- (наприклад, сульваніт — Cu3[VS4]).